# Милош Мићовић
Милош Мићовић (Београд, 16. март 1988) српски је манекен, глумац, песник и поп певач. Профилисао се као истакнута фигура на јавној сцени Србије и региона. Добитник је бројних награда у моделингу, укључујући титулу Мистер Србије 2011. и Mister Universe Model Elegant 2011. Широј регионалној јавности постао је познат учешћем у четвртој сезони хрватског ријалити програма Gospodin Savršeni. Има млађег брата Марка Мићовића, који је такође манекен и песник.

## Рани живот и образовање
Рођен је 16. марта 1988. године у Београду. Одрастао је у породичној атмосфери испуњеној љубављу, хумором и разумевањем. Има млађег брата, Марка Мићовића. Родитељи су га подржавали у његовим ангажманима.
Завршио је Високу техничку школу, смер инжењерство и менаџмент. У медијима се често наводи као инжењер по струци, што ствара контраст са његовим уметничким опредељењем. Висок је 1,94 m.

## Каријера

### Манекенство
У свет моделинга ушао је око 2007. године преко кастинга модне агенције Click. Након једномесечног курса дебитовао је на модној писти. Каријеру је започео у агенцији Click. Радио је и у иностранству између 2007. и 2012. године. Учествовао је на значајним модним манифестацијама у Србији (Fashion Week, Fashion Selection). Радио је кампање за бројне познате брендове, укључујући ERSTE banka, Barbosa и Bon Bon. Током бављења овим послом имао је прилике да ради и са значајнијим компанијама у Србији, као што су Diesel, Buggatti, Pal Zileri, Кока-кола, Frateli, Avon, Banca Intesa, FTV Michael Adam, Martini Vesto, Replay, Cosmopoliten, Energie, Fashion Company, Upim, Lacoste, Sergio Tacchini, Pompea beachwear, Delta Sport, Ушће шопинг центар, Erste banka, Никшићко пиво, Бамби, Рајфајзен банка, "Montenapoleone" и многим другим, и на свим значајнијим модним манифестацијама, попут „Fashion week-a“ модне агенције „Click“ и „Fashion selection-a“ модне агенције „Select“. Свој стил на писти описује као самоуверен, елегантан и енергичан.
| Година | Награда/Признање                         | Догађај/Такмичење                                   |
| ------ | ---------------------------------------- | --------------------------------------------------- |
| 2008.  | Најбољи мушки манекен (Награда "BazarT") | 23. Beck’s Fashion Week (Београд)                   |
| 2011.  | Мистер Србије                            | Национални избор                                    |
| 2011.  | Mister Universe Model ELEGANT            | Mister Universe Model 2011 (Доминиканска Република) |
| 2011.  | 7. место у укупном поретку               | Mister Universe Model 2011 (Доминиканска Република) |
| 2013.  | Најбољи манекен                          | 22. Fashion Selection                               |

### Глума
Глумом је почео да се бави упоредо са моделингом. Остварио је улоге у неколико телевизијских серија:
- Авионџије (2022-2025) - као Максим К. (1 епизода)
- Urgentni centar (2020–2023) - као Јосип (10 епизода)
- Zakopane tajne (2023–2024) - као Реља Стокућа (121 епизода) (глумио уз Даницу Ристовски)[10]
- Прва тарифа (2017) - као 'Згодни фрајер' (1 епизода)

### Улоге у музичким спотовима
Појавио се у музичким спотовима бројних извођача:
- „А ти ме не видиш” - Катарина Живковић[11]
- „Сећања” - Александра Младеновић
- „Страсти” - Елма Синановић
- „Gospodine” - Hurricane[12]
- „Црни витез” - Теодора Џехверовић
- „Фатална доза” - Ацо Пејовић
- „Ја ти зором долазим” - Бане Мојићевић
- „Пали хероји” - Катарине Ковачевић
- „Да није љубави” - Оља Бајрами

### Музика
Опробао се и као поп певач. Похађао је часове соло певања. Објавио је синглове:
- „Пусти да те волим” (2012) - музика и текст: Петар Бранковић, арр: Александар Кобац.[4][14] * „Мушко сам” (Децембар 2012).[4][15]

Последњих година објављује обраде (кавере) песама на свом Јутјуб каналу, као што су: * „Пиши пропало” (Саша Ковачевић) (2021) * „Вјерујем у нас” (Џенан Лончаревић) (2021) * „Додирни ме” (Галија)

### Поезија
Писање поезије је једна од Мићовићевих страсти. Објавио је неколико збирки песама:
- Жеље у звездама (2019)[19]
- Опсена (2021) - збирка посвећена љубави.[19][20]
- Укус свемира (2025) - трећа збирка, објављена током или након емитовања ријалитија Gospodin Savršeni.[3][21][22]

Љубав је централна тема његове поезије.

## Јавни имиџ и медијско присуство
Мићовић је био један од двојице главних актера у четвртој сезони хрватског ријалити шоу програма Gospodin Savršeni, емитованој крајем 2024. и почетком 2025. године. Медији често истичу Мићовићеву титулу "Господин Савршени" и његов физички изглед. Активно користи друштвене мреже (Инстаграм: @mr.micovic, ТикТок: @theonebadangel, Јутјуб) за промоцију својих пројеката (поезија, музика, глума) и дељење садржаја везаног за фитнес и путовања. Гради имиџ свестране, романтичне и физички активне особе.

## Лични живот
Мићовић себе описује као романтичну особу, "сањара" и џентлмена. Као кључне вредности у вези истиче поверење, комуникацију и поштовање. Изразито је посвећен фитнесу и редовном тренингу. Воли животиње и путовања (омиљени град му је Барселона). Изјавио је да би волео да оснује породицу. Има млађег брата Марка Мићовића, који је такође манекен и песник.